# Mozu
Mozu（もず、1998年7月 - ）は東京都小金井市出身のミニチュアアーティストである。本名は水越清貴。東京都立総合芸術高等学校卒。

## 概要
- 保育園の頃は漫画を、小学校の頃はガンダムのプラモデルを始めた[2]。
- 高校1年の時に作ったジオラマ作品「自分の部屋」がツイッターで拡散され、メディアで取り上げ話題となる。そして、一人で作り上げたコマ撮りアニメーション「故障中」がTBS主催のアジア最大級の短編映画祭「Digicon6」で、JAPAN Youth部門の最優秀賞ゴールドを獲得[2]。
- 高校を卒業後、大学に行かずに起業家として、初めての作品集「MOZU 超絶精密ジオラマワーク」（玄光社）を出版[2]。
- 2019年に「MOZU STUDIO」を設立[2]。